# Чилийско-эсватинские отношения
Чилийско-эсватинские отношения — двусторонние дипломатические отношения между Чили и Эсватини.

## История
Дипломатические отношения были установлены 25 сентября 1978 года. Оба государства являются членами многих государственных объединений, таких как ООН.

### Визовый режим
Граждане Чили могут оставаться в королевстве Эсватини без визы в течение 30 дней. Граждане Эсватини должны оформлять въездную визу.

### Представительства
- Чили не имеет посольства в Эсватини, однако посол Чили в Претории, ЮАР аккредитован в Эсватини[2].
- Эсватини также не имеет посольства в Чили, но посол страны в США аккредитован и в Чили[2].